# Гордієнко Артем Олександрович
Артем Олександрович Гордієнко (нар.. 4 березня 1991, Красний Луч, Луганська область, Україна) - український футболіст, який виступає за «Кривбас», опорний півзахисник.

## Клубна кар'єра

### Ранній період життя
Футболом почав займатися з шести років. Часто бачив як старші хлопці копали м'яча у дворі. Саме тому й захотів займатися футболом. До тринадцяти років тренувався з місцевою командою — «Шахтар» (Красний Луч). У віці тринадцяти років поїхав до Луганська. В 2004 році почав брати участь у матчах під егідою східної федерації футболу. В 2008 році Артему разом з його командою з інтернату вдалося вийти у фінальну частину чемпіонату України, що не вдавалося іншим групам інтернату, починаючи з 1982-го року. Щоправда у фінальній частині луганці виступили не дуже вдало, набравши в групі з київським «Арсеналом», львівськими «Карпатами» та запорізьким «Металургом» чотири очки. Наприкінці боролися за шосте місце.

### «Зоря» (Луганськ)
У 2007 році провів кілька ігор в рамках чемпіонату області за «Зорю-2», після чого поїхав на збори з молодіжним складом, який тоді тренував Юрій Володимирович Дудник. Після перших зборів, які проходили в Алушті, тренерський штаб сказав, що Артема беруть в «Зорю». В лютому місяці підписав контракт на один рік, який згодом переуклав ще на три роки. 26 травня 2013 року дебютував у стартовому складі луганців у поєдинку проти сімферопольської «Таврії». У липні 2013 року на одному з тренувань отримав травму, через яку мав пропустити близько місяця. Проте до тренувань у загальній групі «Зорі» повернувся лише в середині вересня 2013 року. Проте реабілітація від травми затягнулася, внаслідок чого повністю одужати зміг лише у вересні 2014 року. Був капітаном «Зорі». У листопаді 2016 року отримав травму, спочатку прогнозувалося що гравець пропустить 1 або 2 тижні. Проте в підсумку знадобилося хірургічне втручання, внаслідок чого до тренувань Артем зміг повернутися на початку грудня 2016 року. Наприкінці січня 2017 року продовжив контракт з луганським клубом на 2 роки. 11 березня 2018 року зіграв свій 100-й офіційний матч у футболці «Зорі», вийшовши на 58-й хвилині поєдинку проти «Маріуполя». Наприкінці січня 2019 року переведений до дублюючого складу, а наприкінці наступного місяця виключила Артема з заявки на сезон, причиною цього стала відмова Гордієнка підписувати з «Зорею» новий контракт. Згодом генеральний директор луганського клубу пояснив, що Артему запропонували новий контракт з покращеними умовами, проте агенти гравця знайшли для нього інший український клуб

### «Шериф» (Тирасполь)
7 червня 2019 року перейшов у тираспольський «Шериф». Дебютував за тираспольський клуб 4 серпня 2019 року в переможному (3:0) домашньому поєдинку 16-о туру Національного дивізіону проти «Зімбру». Гордієнко вийшов на поле в стартовому складі, а на 58-й хвилині його замінив камерунець Роберт Ндіп Тамбе. У футболці «Шерифа» зіграв 6 матчів у чемпіонаті Молдови та 1 поєдинок у кубку Молдови.

### «Олександрія»
На початку січня 2020 року відправився на перегляд до «Олександрії», за результатами якого з гравцем виявили бажання укласти договір. 13 січня 2020 року підписав з «городянами» контрак, в команді отримав футболку з 3-м ігровим номером.

## Кар'єра в збірній
У травні 2016 року головний тренер збірної України Михайло Фоменко включив Артема Гордієнка в резервну заявку на чемпіонат Європи 2016.

## Досягнення
«Шериф»
- Національний дивізіон Молдови
  -  Чемпіон (1): 2019